# Pissaladière

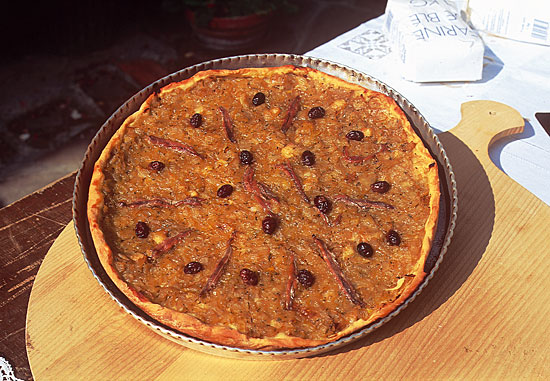
Pissaladière.

La pissaladière es un plato tradicional de la cocina de Provenza en Francia, y particularmente asociado a la región de Niza.
Se hace con una masa cercana a la masa de pan, ya que tiene aceite de oliva en su composición, cebolla caramelizada, anchoas y aceitunas negras (en general de la varedad caillette).
Existen variantes:
- la pichade, típica de Menton, es una pissaladière con salsa de tomate de base.
- La tarte de Menton es una pissaladière sin anchoas.

### Historia
La primera mención escrita de la receta se remonta al año 879 en la región de Provenza. Fue un plato muy apreciado en la residencia de los papas de Aviñón. El nombre deriva del puré de anchoas que se suele usar en su preparación llamado pissalat.